# 笹木圭子
笹木 圭子（ささき けいこ）は、日本の工学者。九州大学名誉教授。早稲田大学理工学術院教授、日本学術会議会員。元資源・素材学会会長。

## 人物・経歴
北海道大学理学部化学科卒業後、1997年北海道大学博士（工学）。小樽商科大学商学部助教授、ウォータールー大学地球科学科客員准教授を経て、2004年九州大学大学院工学研究院助教授。2007年文部科学省科学技術政策研究所専門調査委員。2010年九州大学大学院工学研究院教授。2013年国際科学技術財団日本国際賞審査委員、日本学術振興会特別研究員等審査委員、新エネルギー・産業技術総合開発機構NEDO技術委員。2015年東京大学生産技術研究所サステイナブル材料国際研究センター第三者評価委員会委員、日本政府観光局国際学会誘致アンバサダー、資源・素材学会副会長、福岡県公害専門委員。2017年日本学術会議連携会員、日本学術振興会科学研究費委員会専門委員。2018年北海道大学触媒科学研究所共同研究フェロー。2019年東北大学多元物質科学研究所客員教授。2023年資源・素材学会会長、日本学術会議会員。2024年九州大学名誉教授、早稲田大学理工学術院教授。専門は環境材料学、ジオミメティクス、環境修復学、バイオハイドロメタラジー。

## 受賞
- 資源・素材学会奨励賞,1998[5]
- JSPS Bilateral Researcher Exchange Program,2003[5]
- Best paper award of International Symposium of Earth Science and Technology,2008[5]
- 資源･素材学会論文賞,2009[5]
- 資源・素材学会 MMIJ Kyushu Award,2009[5]
- CINEST Best Paper Award,2009[5]
- 資源・素材学会ポスター賞,2010[5]
- CINEST Best Paper Award,2010[5]
- 資源・素材学会論文賞,2011[5]
- 九州大学研究活動表彰,2011[5]
- 九州大学研究活動表彰,2012[5]
- 九州大学研究活動表彰,2013[5]
- 資源･素材学会論文賞,2015[5]
- 資源・素材学会論文賞,2018[5]
- 国際協力機構JICA理事長表彰,2020[5]